# Maoniupingita-(Ce)
La maoniupingita-(Ce) és un mineral de la classe dels silicats que pertany al subgrup de la chevkinita, dins del grup homònim. Rep el nom de la mina Maoniuping, a la República Popular de la Xina, la seva localitat tipus.

## Característiques
La maoniupingita-(Ce) és un silicat de fórmula química (Ce,Ca)₄(Fe3+,Ti,Fe2+,◻)(Ti,Fe3+,Fe2+,Nb)₄(Si₂O₇)₂O₈. Va ser aprovada com a espècie vàlida per l'Associació Mineralògica Internacional l'any 2003. Cristal·litza en el sistema monoclínic.
Segons la classificació de Nickel-Strunz, la maoniupingita-(Ce) pertany a «09.BE - Estructures de sorosilicats, amb grups Si₂O₇, amb anions addicionals; cations en coordinació octaèdrica [6] i major coordinació» juntament amb els següents minerals: wadsleyita, hennomartinita, lawsonita, noelbensonita, itoigawaïta, ilvaïta, manganilvaïta, suolunita, jaffeïta, fresnoïta, baghdadita, burpalita, cuspidina, hiortdahlita, janhaugita, låvenita, niocalita, normandita, wöhlerita, hiortdahlita I, marianoïta, mosandrita, nacareniobsita-(Ce), götzenita, hainita, rosenbuschita, kochita, dovyrenita, baritolamprofil·lita, ericssonita, lamprofil·lita, ericssonita-2O, seidozerita, nabalamprofil·lita, grenmarita, schüllerita, lileyita, murmanita, epistolita, lomonossovita, vuonnemita, sobolevita, innelita, fosfoinnelita, yoshimuraïta, quadrufita, polifita, bornemanita, xkatulkalita, bafertisita, hejtmanita, bykovaïta, nechelyustovita, delindeïta, bussenita, jinshajiangita, perraultita, surkhobita, karnasurtita-(Ce), perrierita-(Ce), estronciochevkinita, chevkinita-(Ce), poliakovita-(Ce), rengeïta, matsubaraïta, dingdaohengita-(Ce), perrierita-(La), hezuolinita, fersmanita, belkovita, nasonita, kentrolita, melanotekita, til·leyita, kil·lalaïta, stavelotita-(La), biraïta-(Ce), cervandonita-(Ce) i batisivita.

## Formació i jaciments
Va ser descoberta a la mina Maoniuping, situada al comtat de Mianning, dins la prefectura de Liangshan (Sichuan, República Popular de la Xina). També ha estat descrita al proper mont Baozi, al mateix districte que la localitat tipus. Aquests dos indrets són els únics de tot el planeta on ha estat descrita aquesta espècie mineral.